# Accipiter
Accipiter es un género de aves accipitriformes de la familia Accipitridae que incluye numerosas especies de aves rapaces, entre las que se destacan los gavilanes y los azores.
Los accipiters existentes varían en tamaño desde el gavilán pequeño (A. minullus), en el que los machos más pequeños miden 20cm de largo, tienen una envergadura de 39cm y pesan 68gr, hasta el azor del norte (A. gentilis), en el que las hembras más grandes miden 64cm de largo, tienen una envergadura de 127cm y pesan 2,2kg. Estas aves son delgadas, con alas cortas, anchas y redondeadas, y una larga cola que les ayuda a maniobrar en vuelo. Tienen patas largas y garras largas y afiladas que utilizan para matar a sus presas, y un pico afilado y ganchudo que usan para alimentarse. Las hembras suelen ser más grandes que los machos. Suelen tender emboscadas a sus presas, principalmente aves pequeñas y mamíferos, y las capturan tras una breve persecución. El patrón de vuelo típico es una serie de aleteos seguidos de un breve planeo. Suelen encontrarse en zonas boscosas o con arbustos.
El género Accipiter fue introducido por el zoólogo francés Mathurin Jacques Brisson en 1760 con el gavilán euroasiático (Accipiter nisus) como especie tipo.
El nombre Accipiter viene del latín para "halcón", accipere, "agarrar".

## Foramen procoracoideo
El foramen procoracoideo (o foramen coracoideo, fenestra coracoidea) es un orificio que atraviesa la apófisis de la parte anterior del hueso coracoides, que aloja el nervio supracoracoideo. En algunos grupos de aves puede estar presente como una muesca, o incisura; o la muesca puede estar parcial o débilmente cerrada con hueso. En otros grupos esta característica está completamente ausente.
El foramen suele estar presente en las aves de presa, pero está ausente en la mayoría de los halcones Accipiter que se han estudiado. Esta ausencia se propone como característica diagnóstica.
Un estudio de esqueletos de accipítridos encontró incisuras procoracoides (en lugar de forámenes) en algunos especímenes de las águilas Aquila gurneyi y A. chrysaetos, pero no en otras cuatro especies de Aquila.  La muesca estaba abierta o débilmente osificada en Spizaetus melanoleucus, Lophaetus occipitalis, Spizaetus ornatus y Stephanoaetus coronatus.  También los halcones buteoninos Buteo brachyurus y B. hemilasius tenían incisuras, diferenciándose de otras 17 especies de Buteo.
En Circus se encontró que el foramen es variable, no sólo dentro de la especie, sino incluso entre lados en el mismo individuo.  Suele estar abierto o ausente pero puede estar cerrado por "un hilo de hueso".  La investigación en filogenia genética ha indicado desde entonces que Circus está estrechamente relacionado con Accipiter.
La muesca también estaba ausente o era indistinta en Harpagus bidentatus.
Urotriorchis macrourus tiene un foramen procoracoide bien desarrollado, lo que sugiere una separación de Accipiter.  Puede estar relacionado con los azores cantores de la tribu Melieraxini.

## Descripción
Los azores y los gavilanes son aves de presa de tamaño pequeño o mediano. La grupa es delgada, las alas son relativamente cortas y redondeadas en todas las especies, la cola es muy larga. Las patas y los dedos de los pies son muy largos y a menudo claramente gráciles en las especies más pequeñas.
En todas las especies, las hembras son claramente más grandes que los machos (dimorfismo sexual inverso), y las medidas sólo se superponen ligeramente en el mejor de los casos. Este dimorfismo sexual inverso es más pronunciado entre todas las aves de presa. En las especies más pequeñas, como el gavilán pulgarcito (Accipiter superciliosus), los machos con una longitud corporal de 20 cm y un peso de 61,5 g son del tamaño de un Zorzal común, la especie más grande es el azor, (Accipiter gentilis) que también es común en Europa Central. Con una longitud corporal de hasta 63 cm y un peso de hasta 2,2 kg, las hembras son incluso más grandes que un buitre.
En casi todas las especies, las partes superiores son de color gris muy oscuro o negruzco y las partes inferiores son muy contrastadas, muy brillantes y a menudo finamente cruzadas (jerga técnica: sparred). Las especies tropicales, en particular, suelen ser muy coloridas, con tintes rojizos en la parte inferior y el cuello. Las alas y las plumas del timón suelen tener bandas oscuras. Las aves jóvenes suelen tener una coloración mucho menos llamativa y son mayoritariamente pardas por encima y más claras con vetas oscuras por debajo.
Las proporciones típicas son también fácilmente reconocibles en vuelo, casi todas las especies tienen también un patrón de vuelo típico con unos cuantos batidos de ala rápidos seguidos de una breve fase de planeo. Los azores y gavilanes sentados muestran una postura muy erguida, que a menudo permite al menos la identificación del género a mayor distancia.

## Modos de caza y comida
Los azores y gavilanes cazan a sus presas principalmente volando cerca del suelo o desde un escondite en un vuelo de persecución corto y rápido en el espacio aéreo cercano al suelo, pero también en todas las capas de la vegetación hasta las copas de los árboles. Las estructuras naturales como setos, árboles y casas en áreas residenciales se utilizan muy hábilmente para un acceso cubierto. Los animales son extremadamente ágiles cuando cazan.
Muchas especies son cazadores de aves especializados, pero otras especies utilizan una amplia gama de vertebrados e insectos, y las aves a menudo constituyen solo una pequeña porción de sus presas. De las tres especies europeas, el gavilán (A. nisus) es una de las especialistas en aves, el azor ( A. gentilis ) se alimenta de una importante cantidad de mamíferos además de aves, y el gavilán de hocico corto ( A. brevipes ) se alimenta principalmente en lagartijas e insectos y solo en pequeña medida en mamíferos y aves.

## Especies
El género Accipiter comprende unas 50 especies:
| Nombre común                 | Nombre científico                                                    | Status en la lista roja de la IUCN | Status en la lista roja de la IUCN | Status en la lista roja de la IUCN | Distribución geográfica                                                                      | Imagen |
| Nombre común                 | Nombre científico                                                    | Estatus de conservación IUCN       | Tendencia                          | Población                          | Distribución geográfica                                                                      | Imagen |
| ---------------------------- | -------------------------------------------------------------------- | ---------------------------------- | ---------------------------------- | ---------------------------------- | -------------------------------------------------------------------------------------------- | ------ |
| Azor moñudo                  | Accipiter trivirgatus (Temminck, 1824)                               | IUCN status LC                     | Decrecimiento                      |                                    |                                                                                              |        |
| Gavilán de Célebes           | Accipiter griseiceps (Schlegel, 1862)                                | IUCN status LC                     | Decrecimiento                      |                                    |                                                                                              |        |
| Azor ventrigrís              | Accipiter poliogaster (Temminck, 1824)                               | IUCN status LC                     | Crecimiento                        | 1,000–10,000                       |                                                                                              |        |
| Azor de Toussenel            | Accipiter toussenelii (J. Verreaux, E. Verreaux, and Des Murs, 1855) | IUCN status LC                     | Decrecimiento                      |                                    | África Occidental y África Oriental                                                          |        |
| Azor tachiro                 | Accipiter tachiro (Daudin, 1800)                                     | IUCN status LC                     | Decrecimiento                      |                                    |                                                                                              |        |
| Gavilán flanquirrojo         | Accipiter castanilius Bonaparte, 1853                                | IUCN status LC                     | Decrecimiento                      |                                    | África Occidental                                                                            |        |
| Gavilán chikra               | Accipiter badius Gmelin, 1788                                        | IUCN status LC                     | Sin cambios                        | 500,000–999,999                    |                                                                                              |        |
| Gavilán de Nicobar           | Accipiter butleri (Gurney, 1898)                                     | IUCN status VU                     | Decrecimiento                      | 2,500–5,000                        | Islas Nicobar, India                                                                         |        |
| Gavilán griego               | Accipiter brevipes (Severtzov, 1850)                                 | IUCN status LC                     | Sin cambios                        | 10,000–19,999                      |                                                                                              |        |
| Gavilán ranero               | Accipiter soloensis (Horsfield, 1821)                                | IUCN status LC                     | Decrecimiento                      | 100,000–499,999                    | Este de Asia y Sudeste de Asia                                                               |        |
| Gavilán de Frances           | Accipiter francesii Smith, 1834                                      | IUCN status LC                     | Sin cambios                        |                                    | Islas Comoras y Madagascar                                                                   |        |
| Gavilán colipinto            | Accipiter trinotatus Bonaparte, 1850                                 | IUCN status LC                     | Sin cambios                        |                                    | Célebes, Indonesia                                                                           |        |
| Azor gris                    | Accipiter novaehollandiae (Gmelin, 1788)                             | IUCN status LC                     | Decrecimiento                      | 2,500–9,999                        | Australia                                                                                    |        |
| Azor variable                | Accipiter hiogaster (PLS Müller, 1841)                               | IUCN status LC                     | Sin cambios                        |                                    | Indonesia, Papúa Nueva Guinea, Islas Salomón                                                 |        |
| Azor australiano             | Accipiter fasciatus (Vigors and Horsfield, 1827)                     | IUCN status LC                     | Decrecimiento                      |                                    | Australia, Indonesia, Papúa Nueva Guinea, Timor Este, Islas Salomón Vanuatu, Nueva Caledonia |        |
| Gavilán rufinegro            | Accipiter melanochlamys (Salvadori, 1875)                            | IUCN status LC                     | Sin cambios                        | 670–6,700                          | Nueva Guinea                                                                                 |        |
| Gavilán pío                  | Accipiter albogularis Gray, 1870                                     | IUCN status LC                     | Sin cambios                        | 670–6,700                          | Isla Bougainville, Islas Salomón                                                             |        |
| Gavilán de Nueva Caledonia   | Accipiter haplochrous Sclater, 1859                                  | IUCN status NT                     | Decrecimiento                      | 1,500–7,000                        | Nueva Caledonia                                                                              |        |
| Gavilán de las Fiyi          | Accipiter rufitorques (Peale, 1848)                                  | IUCN status LC                     | Sin cambios                        | 670–6,700                          | Fidyi                                                                                        |        |
| Azor moluqueño               | Accipiter henicogrammus (G.R. Gray, 1860)                            | IUCN status NT                     | Decrecimiento                      | 2,500–9,999                        | Halmahera, Indonesia                                                                         |        |
| Gavilán de Nueva Bretaña     | Accipiter luteoschistaceus Rothschild & Hartert, 1926                | IUCN status VU                     | Decrecimiento                      | 1,000–2,499                        | Papúa Nueva Guinea                                                                           |        |
| Gavilán imitador             | Accipiter imitator Hartert, 1926                                     | IUCN status VU                     | Decrecimiento                      | 250–999                            | Papúa Nueva Guinea, Islas Salomón                                                            |        |
| Gavilán cabecigrís           | Accipiter poliocephalus (Gray, 1858)                                 | IUCN status LC                     | Sin cambios                        |                                    | Nueva Guinea e islas de alrededor                                                            |        |
| Azor de Nueva Bretaña        | Accipiter princeps Mayr, 1934                                        | IUCN status VU                     | Decrecimiento                      | 2,500–9,999                        | Papúa Nueva Guinea                                                                           |        |
| Gavilancito muslirrojo       | Accipiter erythropus (Hartlaub, 1855)                                | IUCN status LC                     | Decrecimiento                      |                                    | África Occidental                                                                            |        |
| Gavilancito chico            | Accipiter minullus (Daudin, 1800)                                    | IUCN status LC                     | Sin cambios                        |                                    | Sur de África y Este de África                                                               |        |
| Gavilancito japonés          | Accipiter gularis (Temminck & Schlegel, 1844)                        | IUCN status LC                     | Sin cambios                        |                                    | Este y Sudeste de Asia                                                                       |        |
| Gavilán besra                | Accipiter virgatus Temminck, 1822                                    | IUCN status LC                     | Decrecimiento                      | 20,000–200,000                     |                                                                                              |        |
| Gavilancito de Célebes       | Accipiter nanus (Blasius, 1897)                                      | IUCN status NT                     | Decrecimiento                      |                                    | Célebes y Buton, Indonesia                                                                   |        |
| Gavilancito moluqueño        | Accipiter erythrauchen Gray, 1861                                    | IUCN status NT                     | Decrecimiento                      | 670–6,700                          | Islas Molucas, Indonesia                                                                     |        |
| Gavilán acollarado           | Accipiter cirrocephalus Vieillot, 1817                               | IUCN status LC                     | Decrecimiento                      |                                    | Australia, Nueva Guinea                                                                      |        |
| Gavilancito de Nueva Bretaña | Accipiter brachyurus Ramsay, 1879                                    | IUCN status VU                     | Decrecimiento                      | 1,000–2,499                        | Papúa Nueva Guinea                                                                           |        |
| Gavilán pechirrojo           | Accipiter rhodogaster (Schlegel, 1862)                               | IUCN status LC                     | Decrecimiento                      | 670–6,700                          | Célebes, Indonesia                                                                           |        |
| Gavilán malgache             | Accipiter madagascariensis Smith, 1834                               | IUCN status NT                     | Decrecimiento                      | 3,300–6,700                        | Madagascar                                                                                   |        |
| Gavilán ovampo               | Accipiter ovampensis Gurney, 1875                                    | IUCN status LC                     | Crecimiento                        |                                    | África subsahariana                                                                          |        |
| Gavilán común                | Accipiter nisus (Linnaeus, 1758)                                     | IUCN status LC                     | Sin cambios                        | 2,200,000–3,300,000                |                                                                                              |        |
| Gavilán papirrufo            | Accipiter rufiventris Smith, 1830                                    | IUCN status LC                     | Crecimiento                        |                                    |                                                                                              |        |
| Gavilán americano            | Accipiter striatus Vieillot, 1808                                    | IUCN status LC                     | Crecimiento                        |                                    |                                                                                              |        |
| White-breasted hawk          | Accipiter chionogaster Kaup, 1852                                    |                                    |                                    |                                    | América Central                                                                              |        |
| Gavilán andino               | Accipiter ventralis PL Sclater, 1866                                 |                                    |                                    |                                    | Venezuela, Colombia, Perú, Ecuador, Bolivia                                                  |        |
| Rufous-thighed hawk          | Accipiter erythronemius Kaup, 1850                                   |                                    |                                    |                                    | Bolivia, Brasil, Paraguay, Uruguay, Argentina                                                |        |
| Azor de Cooper               | Accipiter cooperii (Bonaparte, 1828)                                 | IUCN status LC                     | Crecimiento                        |                                    |                                                                                              |        |
| Gavilán cubano               | Accipiter gundlachi Lawrence, 1860                                   | IUCN status EN                     | Decrecimiento                      | 700 - 900                          | Cuba                                                                                         |        |
| Gavilán bicolor              | Accipiter bicolor (Vieillot, 1817)                                   | IUCN status LC                     | Unknown                            | 20,000–49,999                      |                                                                                              |        |
| Gavilán chileno              | Accipiter chilensis Philippi & Landbeck, 1864                        |                                    |                                    |                                    |                                                                                              |        |
| Azor blanquinegro            | Accipiter melanoleucus Smith, 1830                                   | IUCN status LC                     | Decrecimiento                      |                                    |                                                                                              |        |
| Azor malgache                | Accipiter henstii (Schlegel, 1873)                                   | IUCN status VU                     | Decrecimiento                      | 670–1,500                          | Madagascar                                                                                   |        |
| Azor común                   | Accipiter gentilis (Linnaeus, 1758)                                  | IUCN status LC                     |                                    |                                    | Europa y Asia                                                                                |        |
| American goshawk             | Accipiter atricapillus (Wilson, 1812)                                | IUCN status LC                     |                                    |                                    | Canadá, Estados Unidos y México                                                              |        |
| Azor de Meyer                | Accipiter meyerianus (Sharpe, 1878)                                  | IUCN status LC                     | Decrecimiento                      | 670–6,700                          | Indonesia, Papúa Nueva Guinea, Islas Salomón                                                 |        |

### Especies extintas
- Accipiter efficax[59]
- Accipiter quartus[59]